# Xã Licking, Quận Clarion, Pennsylvania
Xã Licking (tiếng Anh: Licking Township) là một xã thuộc quận Clarion, tiểu bang Pennsylvania, Hoa Kỳ. Năm 2010, dân số của xã này là 536 người.